# ニイナとオジイの戦世〜めぐりめぐる命の惨禍〜
『ニイナとオジィの戦世〜めぐりめぐるいのちの讃歌〜』（ニイナとオジイのいくさゆ〜めぐりめぐるいのちのさんか〜）とは、第二次世界大戦及び沖縄地上戦65年の慰霊の日に那覇にあるパレット市民劇場で公開されたオーディオ舞台である。
後に、ラジオドラマとして2010年7月3日に『やまだひさしのラジアンリミテッドF』で音源が放送された。
以降、6月23日の慰霊の日に合わせて、再演を重ねる。
2011年に演出をTheater TEN Company(仮称)の田原雅之を迎え、再演。
2012年も再度、演出にTheater TEN Company(仮称)の田原雅之にて上演。6月には沖縄本土復帰40周年イベントとして、TOKYO FMで放送された。

## あらすじ
生きることが嫌になり自殺を図った主人公ニイナ。
彼女はいつしかあの世の入り口・三途の川にいた。
川を渡ろうとすると見知らぬ男が現れ、見せたいものがあるという。
男が連れて行ったのはニイナのふるさと沖縄。
1945年、太平洋戦争の真っただ中、アメリカ軍が上陸し、
戦場と化した沖縄だった。
そこで彼女が見たもの…それは16歳で徴兵され、
学徒兵として必死で戦うオジィの姿だった。
戦争を目の当たりにしたニイナは、自分のいのちが奇跡の中から生まれた
「祝福」であり、24万の無駄死にした人々の血の上に咲く「花」であることを知る。
そして、ラストシーン。
彼女はオジィの生死を分かつ意外な真実を知ることで、
平和な現代に生まれてきたことの意味を知るのだった…

## 登場人物
- 玉那覇 ニイナ
- 玉那覇 亀吉（オジィ）
- 繁
- 比嘉
- 忠昭
- ルシファー

## 出演者
初演（2010年）
- やまだひさし（ナレーション）
- 池田卓（玉那覇 亀吉（オジィ）役）
- 高良結香
- mas36
  - 砂川政秀
  - 照屋理子
  - 長嶺辰紀
  - 宮城美喜
  - 村吉綾奈
  - 島袋真奈美
  - 糸数優花
  - 嘉数大介
  - 國場健志
  - 内間安朗
  - 垣花大河
  - 城間一輝
  - 神里知弥
  - 嶺井理輝
  - 玉那覇愛
  - 金城秀平
  - 叶信之
  - 玉那覇仁
  - 亀濱裕樹
  - 與儀恵美
  - 糸数新奈

## テーマソング
- 南の海風
歌:Niina

## スタッフ
- 脚本 - 鍵山直子